# Willeke (stripreeks)
Willeke is een Belgische stripreeks van Edgard Gastmans. De auteur gebruikte afgekeurde scenario’s van Jommeke voor zijn reeks. Daarom zijn er zoveel gelijkenissen met Jommeke.

## Inhoud
De jongens Willeke en Bartje beleven allerlei avonturen samen met de pratende kraai Jan.

## Personages
- Willeke, een zwartharige jongen en het titelpersonage
- Bartje, een blonde jongen en vriend van Willeke
- Jan, de pratende kraai van Willeke
- Brol en Krol, een tweeling en gewoonlijk de antagonisten

## Publicatiegeschiedenis

### Voorgeschiedenis
De bedenker van deze reeks Edgard Gastmans begon in 1967 bij Studio Vandersteen, waar hij meewerkte aan de stripreeks Bessy onder leiding van Karel Verschuere. In datzelfde jaar werd Verschuere ontslagen. Hierop kregen Gastmans en Frank Sels de leiding over Bessy, maar na een jaar gingen Gastmans en Sels weg en richtten Studio Sels op om Zilverpijl voor de Duitsers te tekenen. Gastmans vertrok echter algauw opnieuw. Begin jaren 70 hielp hij Jef Nys met Jommeke.

### Studio Ridiga
In 1972 verscheen het stickeralbum Het verloren testament met 336 stickers bij zijn eigen uitgeverij Studio Ridiga. Vervolgens verscheen er bij Studio Ridiga een stripreeks over Willeke. Het verloren testament werd heruitgegeven als vijfde album in deze reeks. Er verschenen zes albums bij Ridiga. De albums verschenen in een softcover in zwart-wit. Bij deze uitgeverij was het album Het geheim van Bossenstein nog gepland. Het is echter nooit uitgebracht.

### Uitgeverij Kluwer
Vervolgens ging Willeke in 1974 naar Uitgeverij Kluwer, waar een tweede reeks begon. In datzelfde jaar verscheen De tinnen soldaatjes. Het album verscheen in softcover en in kleur. Er verscheen nog een tweede album in datzelfde jaar genaamd Koning zonder kroon, maar enkel de dummy is bekend.  Vermoedelijk werd de oplage vernietigd wegens de problemen met Jef Nys. Bij die uitgeverij waren nog de albums De schat van herbeumont, Het masai masker en Het vliegende speelgoed gepland. Deze verhalen waren enkel aangekondigd maar nooit getekend.

### Plagiaat en heruitgaven
Deze stripreeks bleek echter grotendeels gebaseerd te zijn op Jommeke van Jef Nys. De verhalen waren door Jef Nys afgekeurde Jommeke-verhalen die Gastmans als medewerker van de Jommeke-studio toen heeft gemaakt. Jef Nys heeft toen gedreigd met een proces waardoor Kluwer stopte met de reeks. Er is een hardnekkig gerucht dat auteur Gastmans veroordeeld werd voor plagiaat. wat niet klopt. In 1999 verscheen het volledige album Koning zonder kroon in een beperkte oplage voor de Mercatorstripbeurs.. Hiervoor heeft Jef Nys zelfs zijn goedkeuring gegeven. In 2000 verscheen er een heruitgave van De kale kaper in een beperkte oplage bij Uitgeverij Bonte.

## Albums

### Uitgeverij Ridiga
| Nr. | Titel                  | Uitgavejaar album |
| --- | ---------------------- | ----------------- |
| 1   | De triestige plant     | 1972              |
| 2   | De gouden klok         | 1973              |
| 3   | De kale kaper          | 1973              |
| 4   | De draak van kokoluput | 1973              |
| 5   | Het verloren testament | 1972              |
| 6   | De rubberen hengst     | 1973              |

### Uitgeverij Kluwer en Mercatorstripbeurs
| Nr. | Titel                | Uitgavejaar album |
| --- | -------------------- | ----------------- |
| 1   | De tinnen soldaatjes | 1974              |
| 2   | Koning zonder kroon  | 1974/1999         |